# Vattenhyacintväxter
Vattenhyacintväxter (Pontederiaceae) är en familj enhjärtbladiga växter med 9 släkten och 33 arter. Familjen är främst tropisk men finns representerad i nästan hela världen. Inga arter finns dock representerade i vår inhemska flora. Några odlas dock som prydnadsväxter.
- Wikimedia Commons har media som rör Vattenhyacintväxter.